# Into the Little Hill
Into The Little Hill (Hacia la pequeña colina en español) es una ópera de cámara, a modo de “cuento lírico” en dos partes, con música de George Benjamin y libreto en inglés del dramaturgo y traductor británico Martin Crimp. Se estrenó en el Festival d'Automne el 22 de noviembre de 2006 en la Ópera de la Bastilla (París).
Es una versión actualizada de la historia del Flautista de Hamelín, pero en un tono general considerablemente más sombrío. Esta pequeña pieza dura sólo unos cuarenta minutos. Requiere dos cantantes: soprano y contralto, que interpretan todos los papeles, y un conjunto de quince instrumentistas.
Era la primera ópera de George Benjamin, después de haber pensado durante más de veinte años sobre la posibilidad de componer una ópera. Ha sido bastante representada por todo el mundo. Se estrenó en Londres en la Royal Opera House en febrero de 2009. En España se ha representado en el Foyer del Gran Teatro del Liceo.